# Football aux Jeux olympiques de 1904
Navigation
Paris 1900 Athènes 1906

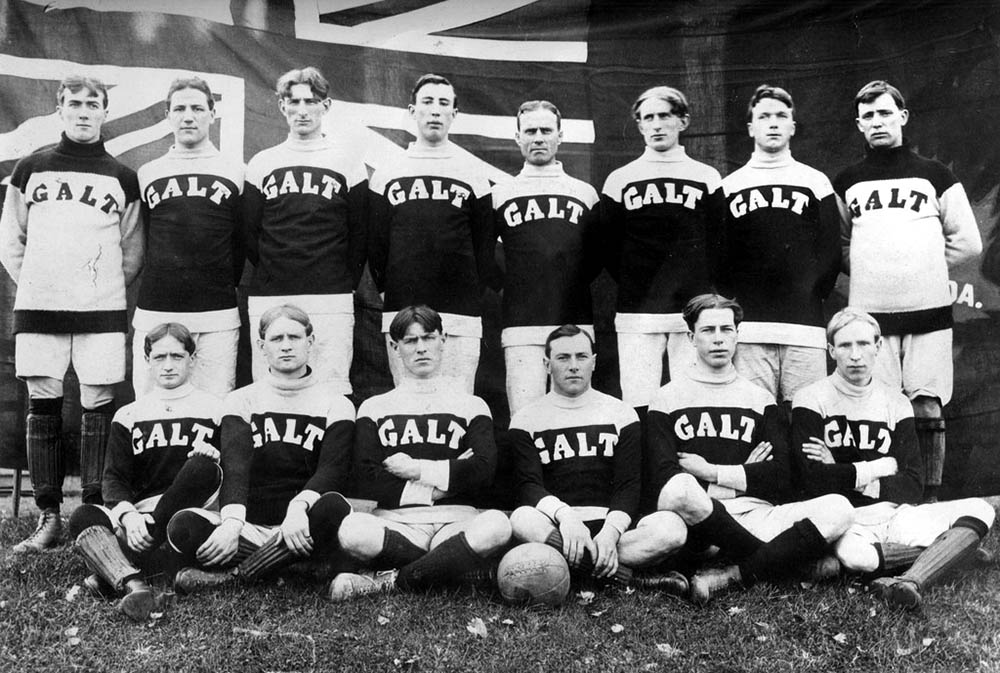
Les Canadiens du Galt FC, champions olympiques en 1904.

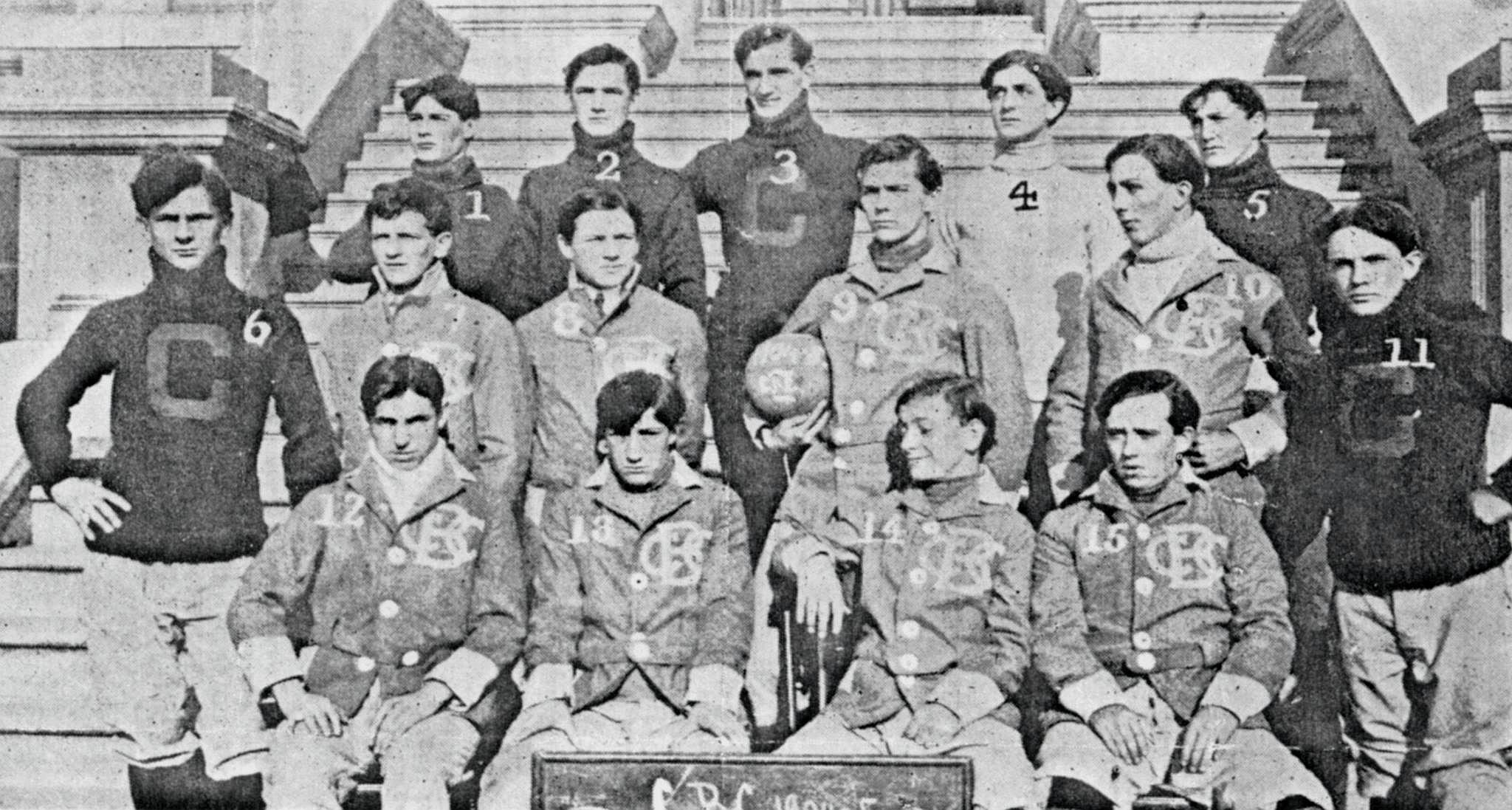
L'équipe de St. Louis CBC, vice-championne.

Le football est un sport de « démonstration » aux Jeux olympiques de 1904, organisés à Saint-Louis aux États-Unis. 
Le Comité international olympique officialise plus tard le tournoi, mais la FIFA ne le reconnaît pas.

## Feuilles de match
| 1                | Galt Football Club                                                 | 7–0 | Christian Brothers College High School (en), St. Louis |  |  |
| 16 novembre 1904 | Alexander Hall · Gordon McDonald · Frederick Steep · Thomas Taylor |     |                                                        |  |  |

| 2                | Galt Football Club                                | 4–0 | St. Rose de St. Louis |  |  |
| 17 novembre 1904 | Thomas Taylor · Albert Henderson · William Twaits |     |                       |  |  |

| 3                | St. Rose de St. Louis | 0–0 | Christian Brother College, St. Louis |  |
| 20 novembre 1904 |                       |     |                                      |  |

| 4                | St. Rose de St. Louis | 0–2 | Christian Brother College, St. Louis |  |  |
| 23 novembre 1904 |                       |     | buteurs inconnus                     |  |  |

## Références

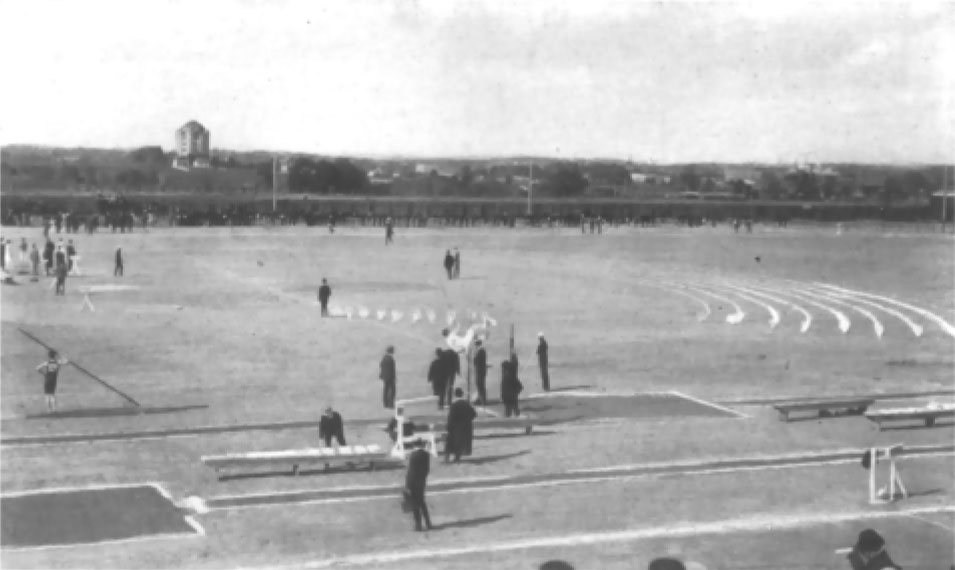
Francis Field, le stade des épreuves.

## Podium
| Médaille | Club (pays)                                              | Joueurs |
| -------- | -------------------------------------------------------- | --- |
| Or       | Galt Football Club (Canada)                              | Ernest Linton, George Ducker, John Gourlay, John Fraser, Albert Johnson, Robert Lane, Thomas Taylor, Frederick Steep, Alexander Hall, Gordon McDonald, William Twaits, Albert Henderson, Otto Christman |
| Argent   | Christian Brothers College High School (en) (États-Unis) | Louis Menges, Oscar Brockmeyer, Thomas January, John January, Charles January, Peter Ratican, Warren Brittingham, Alexander Cudmore, Charles A. Bartliff, Joseph P. Lydon, Raymond Lawler               |
| Bronze   | St. Rose de St. Louis (États-Unis)                       | Frank Frost, George Cooke, Henry Jameson, Joseph Brady, Edward Dierkes, Martin Dooling, Cormic Cosgrove, Leo O'Connell, Claude Jameson, Harry Tate, Thomas Cooke, Johnson                               |